# جان اکلز
جان اکلز (انگلیسی: John Ekels; ۲ دسامبر ۱۹۴۰) قایقران قایق بادبانی اهل کانادا بود.